# Gustaf Adolf af Vasaborg
Gustaf Adolf af Wasaborg, född den 21 april 1653, död den 4 juli 1732, greve af Vasaborg, överstelöjtnant.
Gustaf Adolf studerade i Strasbourg. Han var ryttmästare i Hertigdömet Braunschweig-Lüneburg 1676. Överstelöjtnant i hannoveransk tjänst. Avsked 1680. Han förlorade Wildeshausen, som furstbiskopen av Münster intog under pågående krig med konung Karl XI samt miste sedermera genom Karl XI:s reduktion både grev- och friherreskap, varefter han bodde på gården Hengslage i amtet Wildeshausen. Han avled den 4 juli i Wildeshausen och gravsattes den 9 juli i Hundlosens kyrka.

## Familj
Han var son till Gustaf Gustafsson af Vasaborg och Anna Sofia von Wied-Runkel och därmed sonsons sonson till Gustav Vasa. Hans hustru var Angelica Catharina von Leiningen-Westerburg, dotter till greve Georg Vilhelm av Leiningen-Westerburg.
15 barn varav 4 nådde vuxen ålder:
1. Georg Mauritz af Vasaborg född 1678, dog ogift och utan tjänst den 14 januari 1754 och slöt därmed den grevliga ätten af Wasaborg på svärdssidan.
2. Anton Adolf af Vasaborg (1689-1748).
3. Sofia af Vasaborg (Sofia Elisabet Christina), född den 24 augusti 1694 död den 12 december 1756 i Forbach i Lothringen. Hon var gift med generalguvernören i Saarbrücken, friherre Henning von Stralenheim; från dem härstammar den grevliga ätten von Strahlheim-Vasaborg i Bayern.[1]
4. Henrietta Polyxena af Vasaborg född 1696, avled ogift på sitt gods Hundlosen i Oldenburg 1777 och slöt den grevliga ätten af Wasaborg.